# Centre Cultural Internacional Oscar Niemeyer
El Centre Cultural Internacional Oscar Niemeyer, o Centre Niemeyer, és un complex cultural de rellevància internacional que serveixi de motor per a la regeneració econòmica i urbanística d'una àrea degradada i en ple procés de transformació industrial com és la desembocadura de la ria d'Avilés (Astúries).
Actualment, el centre ja es dibuixa en el paisatge urbà de la Villa del Adelantado, sent visible, pell seu color blanc i la seva mida, des de diferents punts i des de l'aire.

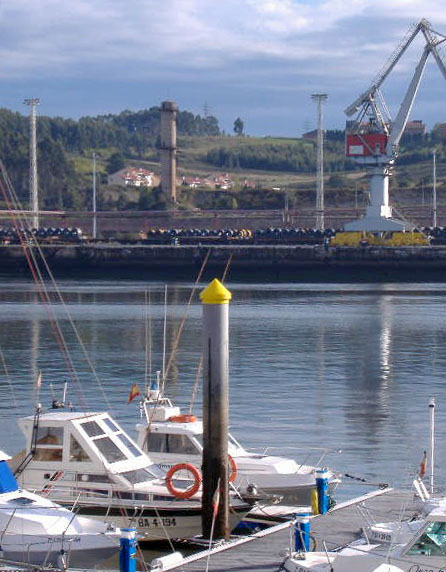
Passeig de la ria d'Avilés. Astúries. Espanya.

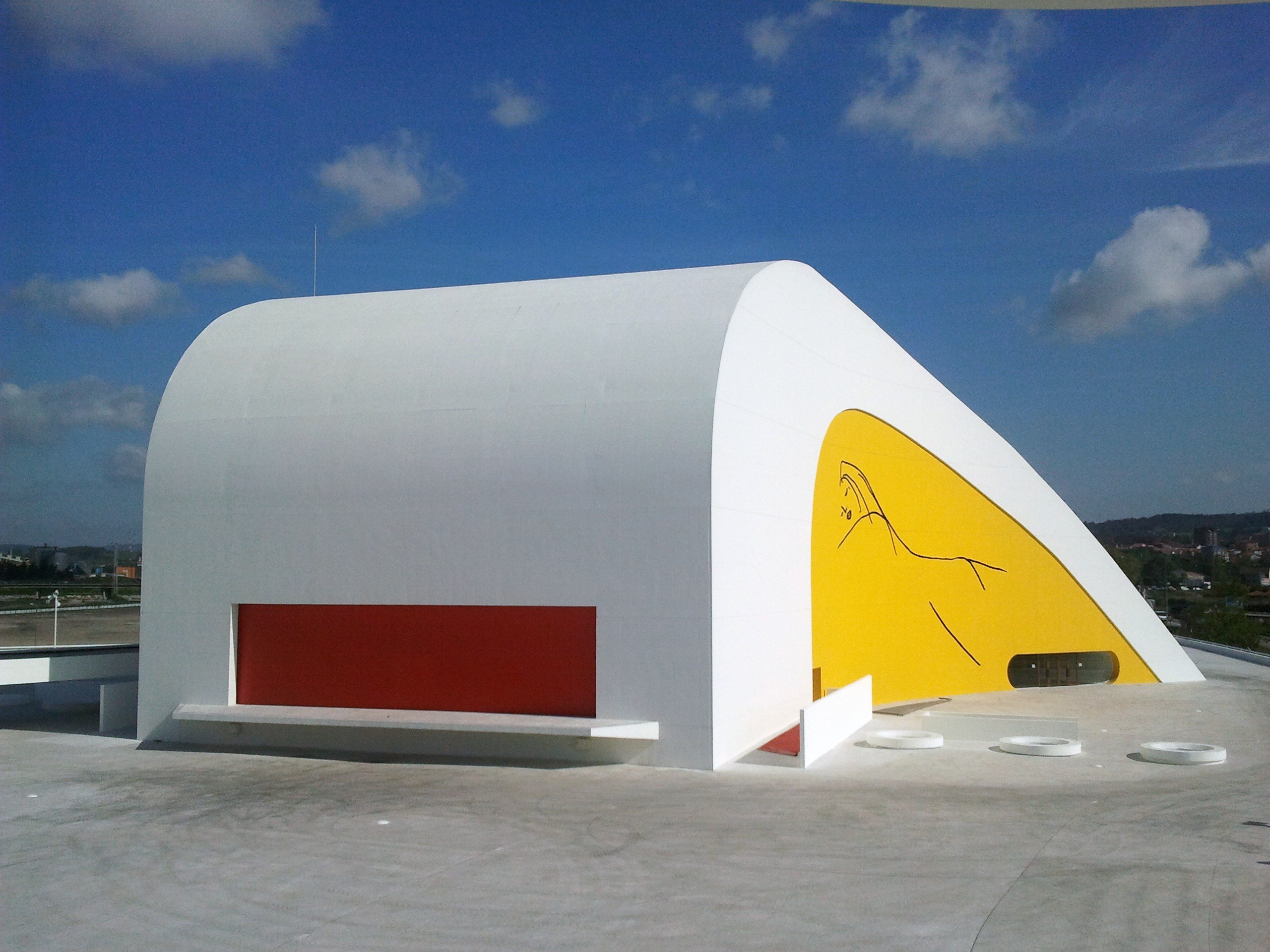
Auditori del centre.

## Oscar Niemeyer: el disseny
El centenari arquitecte brasiler Oscar Niemeyer, dissenyador de la ciutat de Brasília, va rebre el Premi Príncep d'Astúries de les Arts el 1989, i fou aquest l'origen de la relació de l'arquitecte amb el Principat d'Astúries. Anys més tard, Niemeyer va donar un gran projecte al Principat. El seu disseny s'ha convertit en un projecte que pretén ser un dels referents internacionals en la producció de continguts culturals, un espai associat a l'excel·lència dedicat a l'educació, la cultura i la pau. Aquesta és l'única obra d'Oscar Niemeyer a Espanya i, segons les seves pròpies paraules, la més important de totes les que ha realitzat a Europa. Aquesta també ha estat la raó perquè el Centre Cultural Internacional rebi el nom del seu creador.

### Estructura
El projecte del complex cultural consta de cinc peces independents i alhora complementàries:
- Plaça oberta: en la qual es programarà activitat cultural i lúdica de forma contínua.

- Auditori: per al voltant de 1.100 espectadors.

- Cúpula: espai expositiu diàfan d'aproximadament 4.000 m².

- Torre: mirador sobre la ria i la ciutat.

- Edifici polivalent: alberga un cinema, sales d'assaig, reunions i conferències.

### Pas a pas
El van portar a terme el Govern d'Espanya i el del Principat d'Astúries.
La primera pedra va ser col·locada a l'abril del 2008, donant pas als primers estudis de terra previs al desenvolupament de les obres.
El primer edifici a ser construït va ser el destinat al museu. Es va utilitzar una tècnica pionera a edificis culturals a Espanya per a alçar la seva estructura en menys d'una hora. Els altres edificis es troben en estat molt avançat, es pot distingir amb prou claredat el que serà l'estructura definitiva del conjunt.
El centre s'inaugura a la primavera del 2011.

### Regeneració urbana de la vila d'Avilés
El Centre Cultural Niemeyer té un component mediambiental molt destacat, ja que s'ha convertit en una peça central d'un ampli procés de regeneració urbana que permetrà recuperar la façana marítima d'Avilés, netejar la seva ria i eliminar els tràfics pesats d'aquesta zona portuària per guanyar espai per a usos esportius i lúdics. Tot això s'ha anomenat L'Illa de la Innovació.

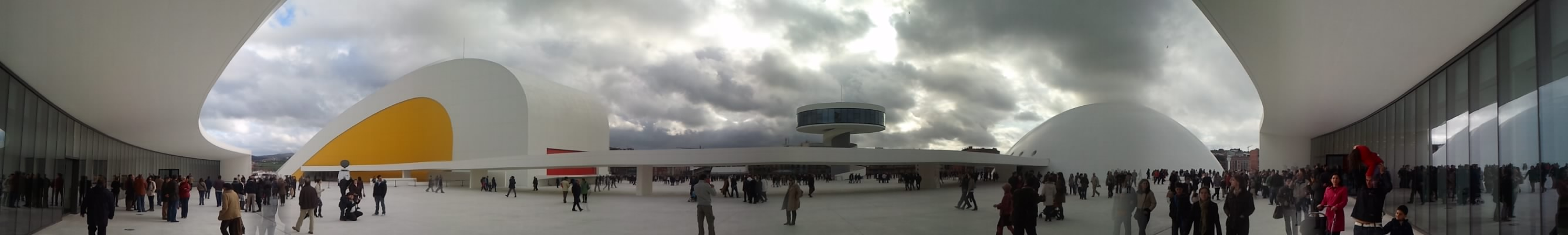
Centro Niemeyer

## Un node de coneixement

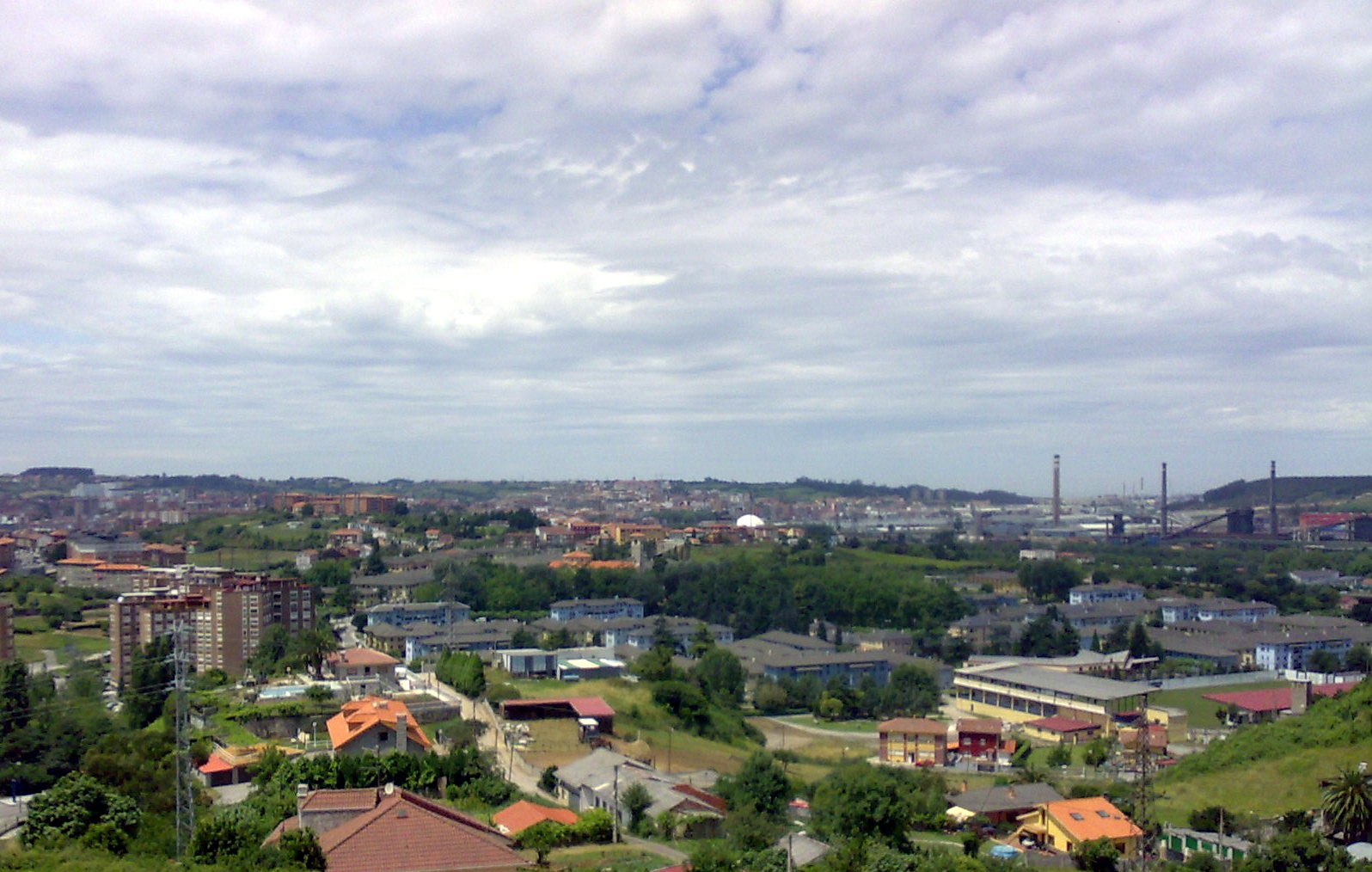
El centre Niemeyer començant a dibuixar en el paisatge d'Avilés.

El Centre Niemeyer està concebut com un centre capaç d'atraure talent, un node de coneixement i creativitat. Des d'aquest punt de vista, no serà només una porta d'entrada al millor de la cultura universal, sinó també una fàbrica de continguts. Per això, el Niemeyer treballarà en xarxa amb alguns dels més prestigiosos centres culturals del panorama internacional. En aquest sentit, el desembre del 2007, el Centre Niemeyer va organitzar el primer Fòrum Mundial de Centres Culturals a Avilés (també conegut com el G8 de la Cultura), en què van participar amb vocació de permanència el Lincoln Center de Nova York, el Barbican Centre de Londres, la Sydney Opera House, el Centre Pompidou de París, la Biblioteca d'Alexandria, el Tokyo International Forum i el Hong Kong Cultural Center.

### Film Centre
Una de les activitats permanents del Centre Niemeyer serà el seu Film Centre, dirigit per Woody Allen, qui va proposar la idea al Govern del Principat d'Astúries després de les diferents visites realitzades al Principat. Woody Allen ha mostrat el seu suport al centre Avilesino amb visites a la ciutat i inclusió d'aquesta en la seva primera pel·lícula rodada a Espanya. L'octubre del 2008 va saltar la notícia a la premsa que l'Acadèmia de Cinema Europeu col·laborarà amb el Film Centre del Centre Niemeyer d'Avilés.

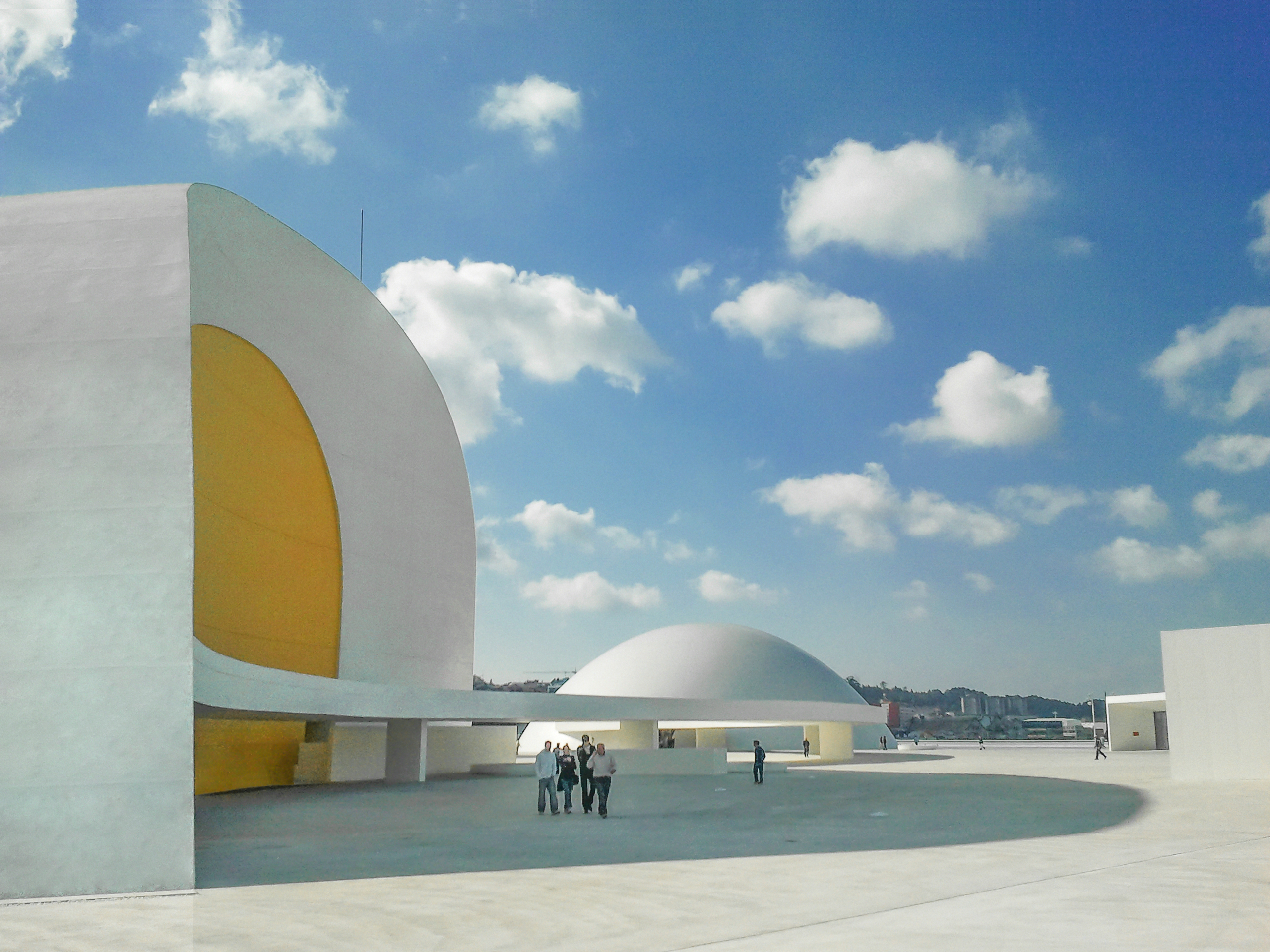
La plaça amb la cúpula al fons.

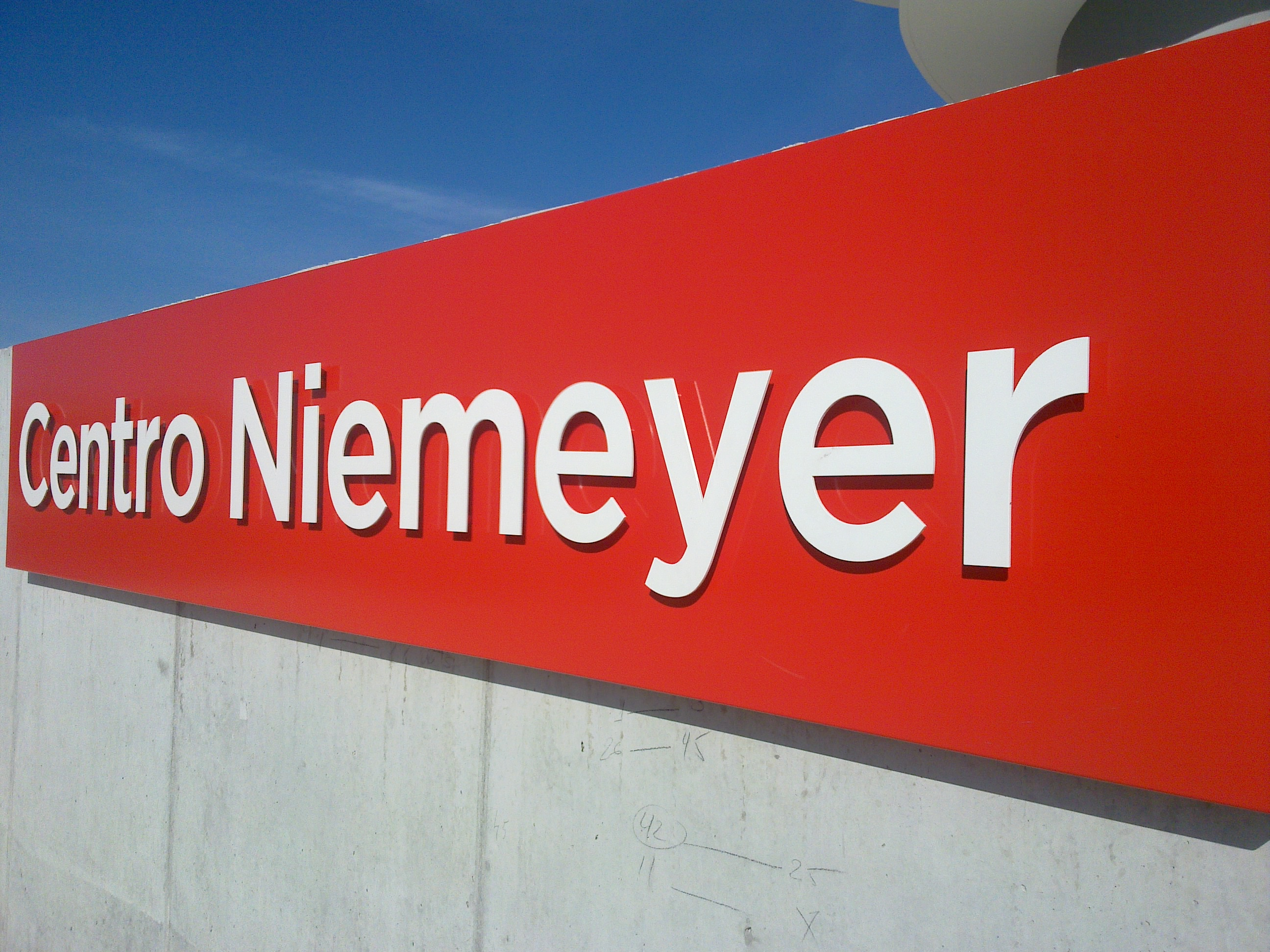
Logotip basat en els colors de l'obra d'Oscar Niemeyer

### Altres arts
Música, teatre, dansa, gastronomia...

## Fundació Centre Cultural Internacional Oscar Niemeyer
S'ha creat una Fundació que s'encarrega de programar activitats, amb l'objectiu de presentar-lo en el panorama internacional, fins a arribar a formar una xarxa de treball sòlida i crear una imatge de marca prestigiosa. La Fundació Centre Cultural Óscar Niemeyer és presidida per la consellera de Cultura del Govern del Principat d'Astúries, sent el seu director Natalio Grueso.
El Centre compta també amb un Consell Assessor Internacional que col·labora amb l'equip gestor en la definició dels objectius i en la preparació de continguts. Aquest Consell Assessor estarà integrat per personalitats de la màxima rellevància internacional. Actualment aquest Consell el formen el cineasta Woody Allen, el científic Stephen Hawking, l'escriptor Paulo Coelho i el creador d'Internet i vicepresident de Google, Vinton Cerf. La incorporació d'aquestes persones pretén reflectir el nivell d'excel·lència que buscaran totes les activitats que es programin al Centre Niemeyer.
S'ha iniciat una col·laboració amb la London School of Economics i amb el teatre Old Vic de Londres (dirigit en l'actualitat per l'actor Kevin Spacey) i CaixaForum (de La Caixa).
El 17 d'octubre del 2008 es coneix la notícia que el dramaturg, poeta i escriptor nigerià Wole Soyinka, Premi Nobel de Literatura el 1986, també se suma als suports al centre.

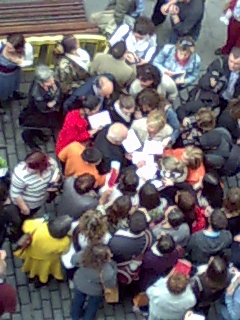
Paulo Coelho signant llibres a Avilés, 29 maig 2008

### Activitats del Centre Niemeyer
El Centre ja compta amb una agenda plena d'activitats. Algunes de les ja realitzades són:
- L'estrena de "El somni de Cassandra" de Woody Allen.

- Futures coproduccions teatrals amb l'Old Vic de Londres.[11]

- Celebració del XX Aniversari de la publicació d'Alquimista al Teatre Palacio Valdés amb la presència de l'autor, Paulo Coelho. L'esdeveniment va ser retransmès a través d'internet[9]

- Visita de Fàtima Mernissi, Premi Príncep d'Astúries de les Lletres.

- Visita del dramaturg, poeta i escriptor nigerià Wole Soyinka, Premi Nobel de Literatura.

- Conferència de Vinton Cerf.

- Reunió de l'Acadèmia Europea del Cinema.[12]

- Concert de Barbara Hendricks.

- Trobada amb Omar Sharif.[13]

- Concert de Joan Manuel Serrat.[14]

La programació inaugural va causar gran expectació. Prova d'això van ser les 10.000 invitacions esgotades per al concert inaugural de Woody Allen i The New Orleans Jazz Band.
Es pot consultar la programació d'activitats del centre a la seva pàgina web oficial Arxivat 2011-04-28 a Wayback Machine..

## Galeria

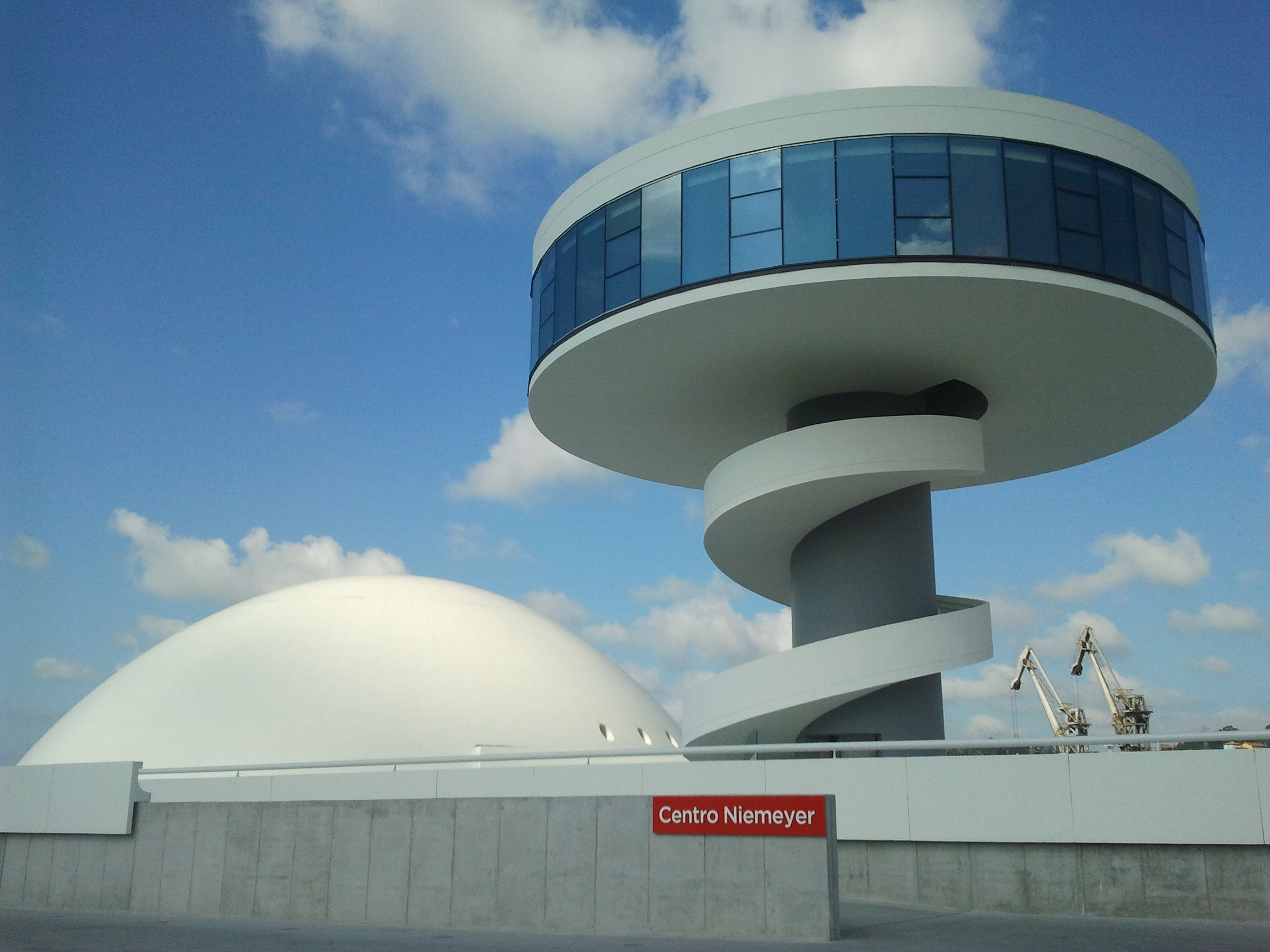
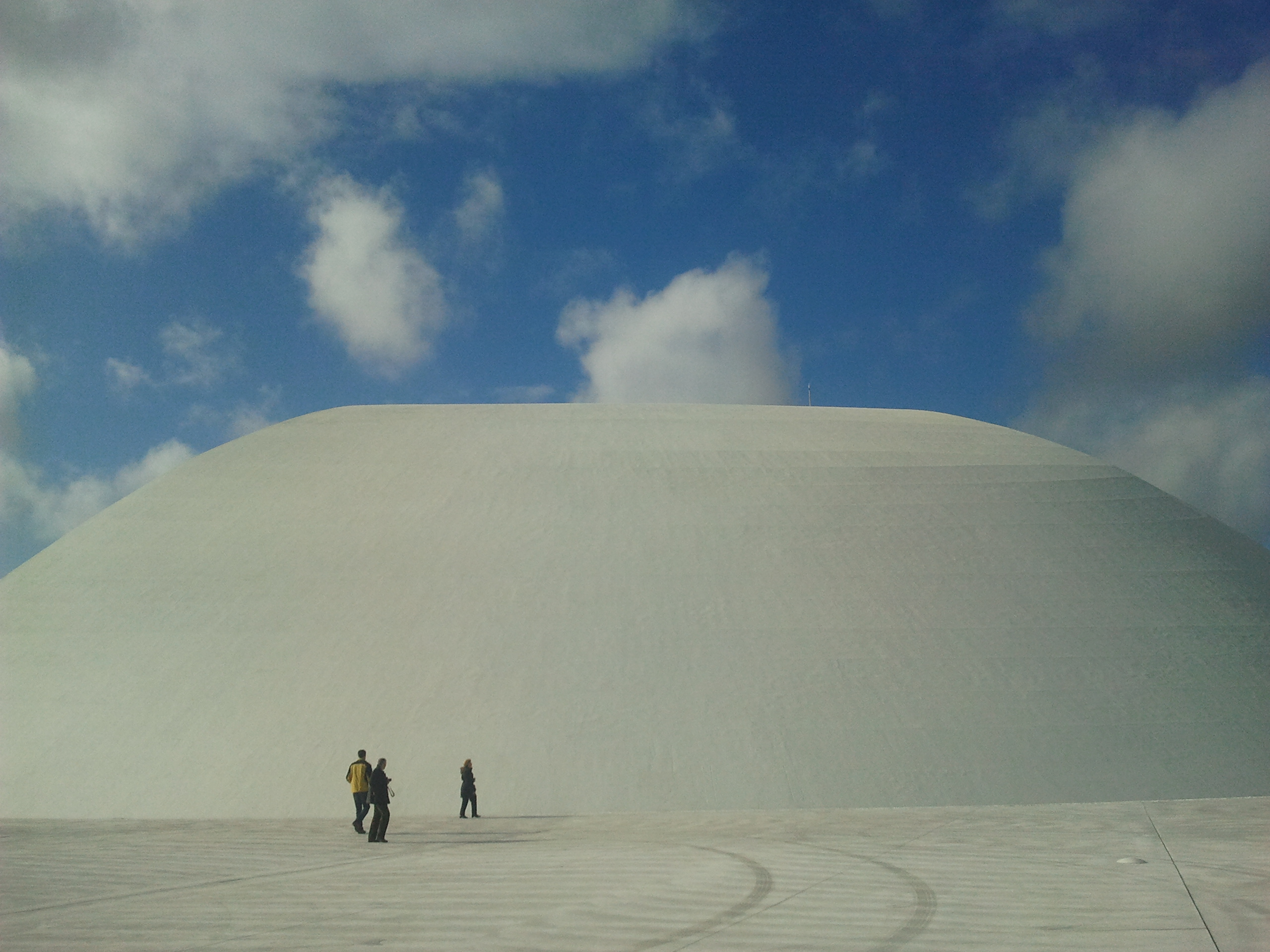
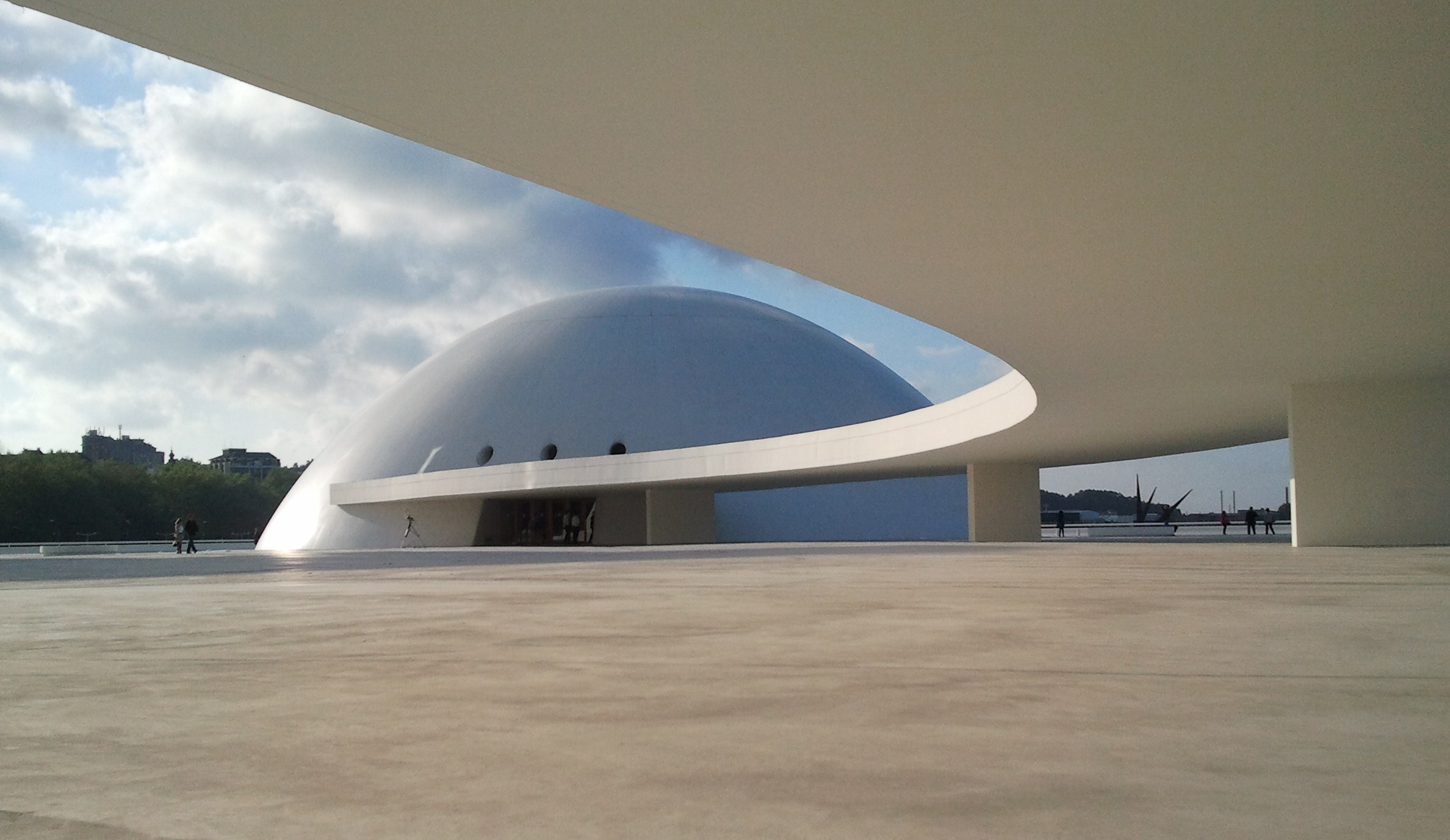
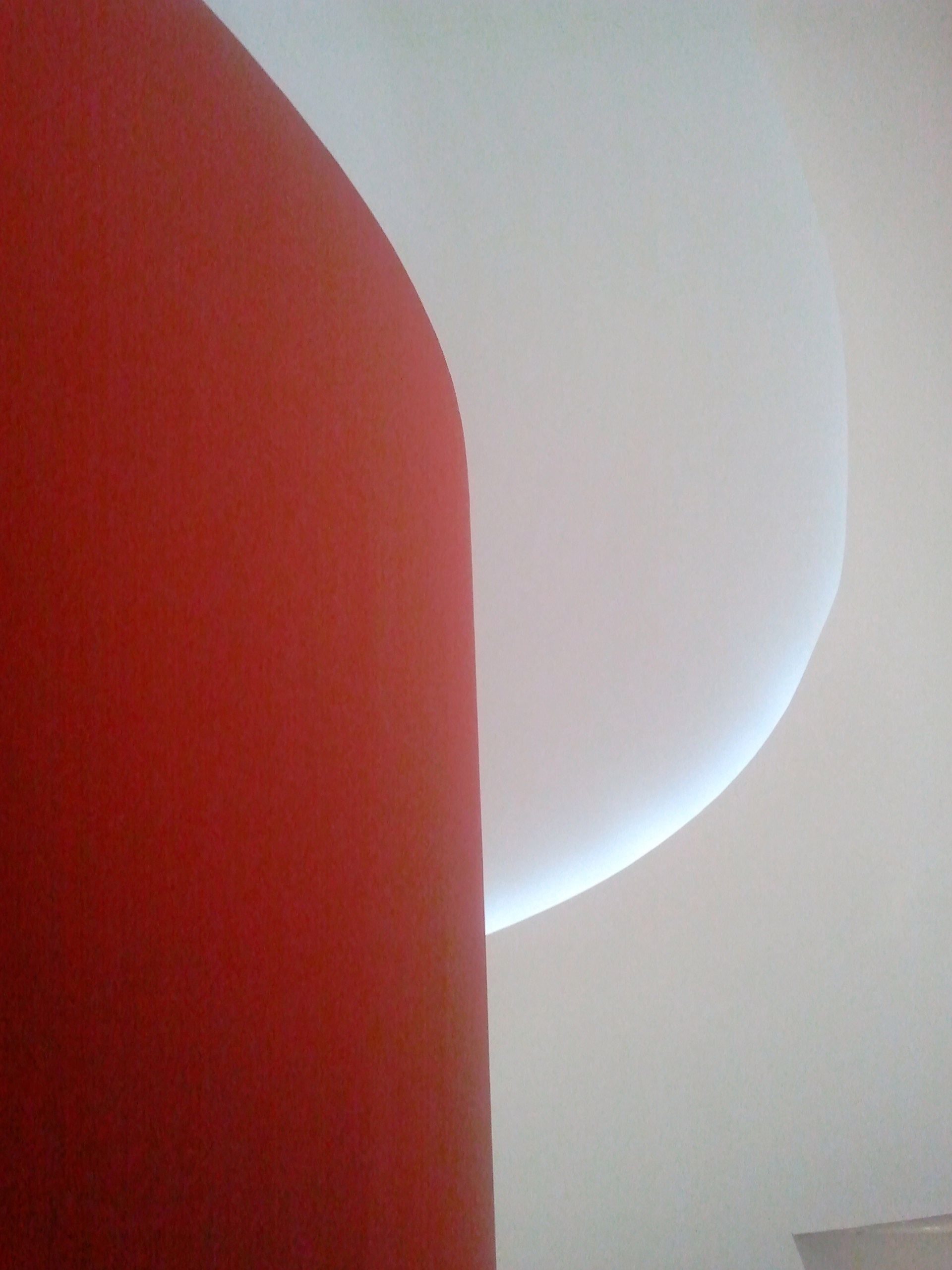
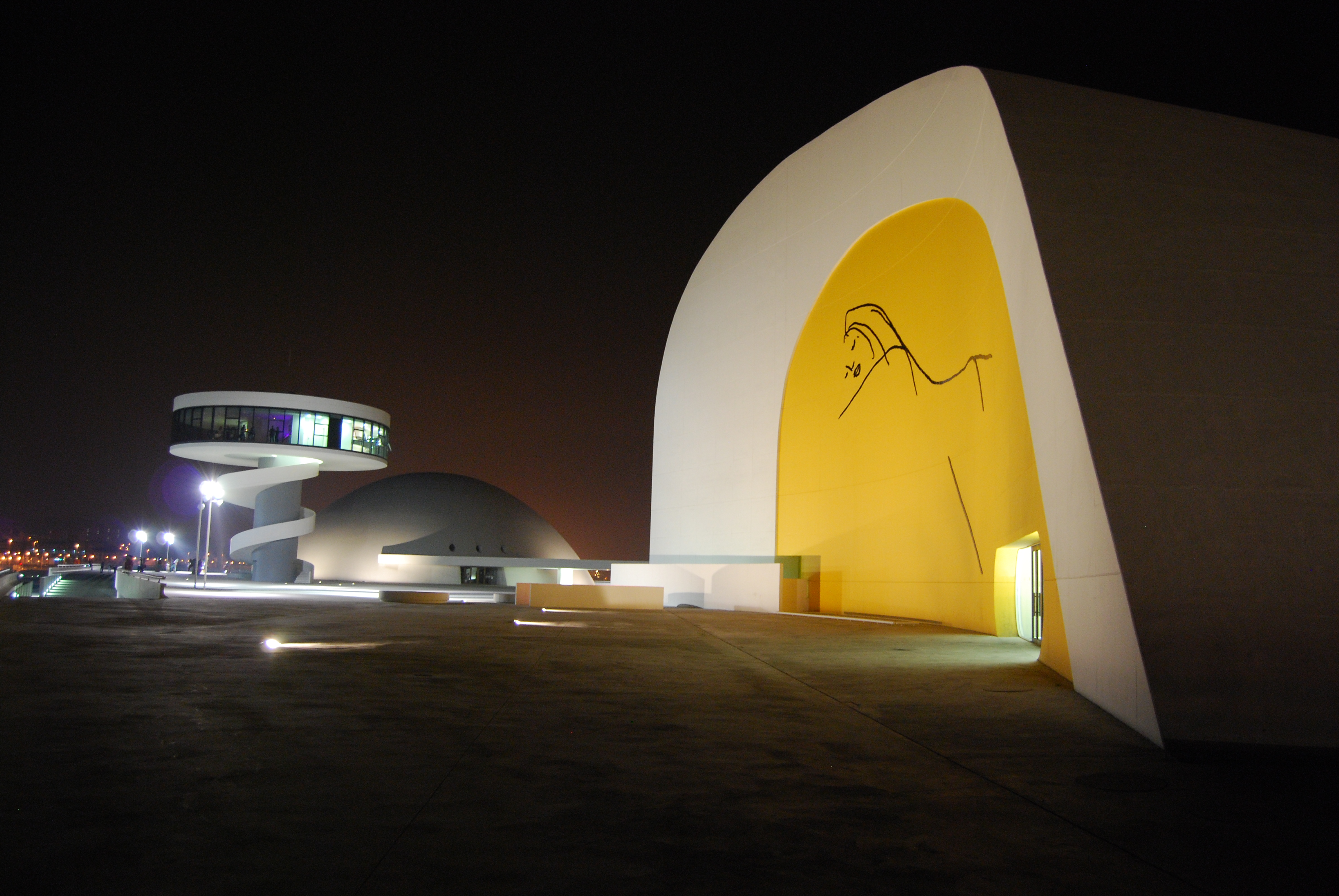
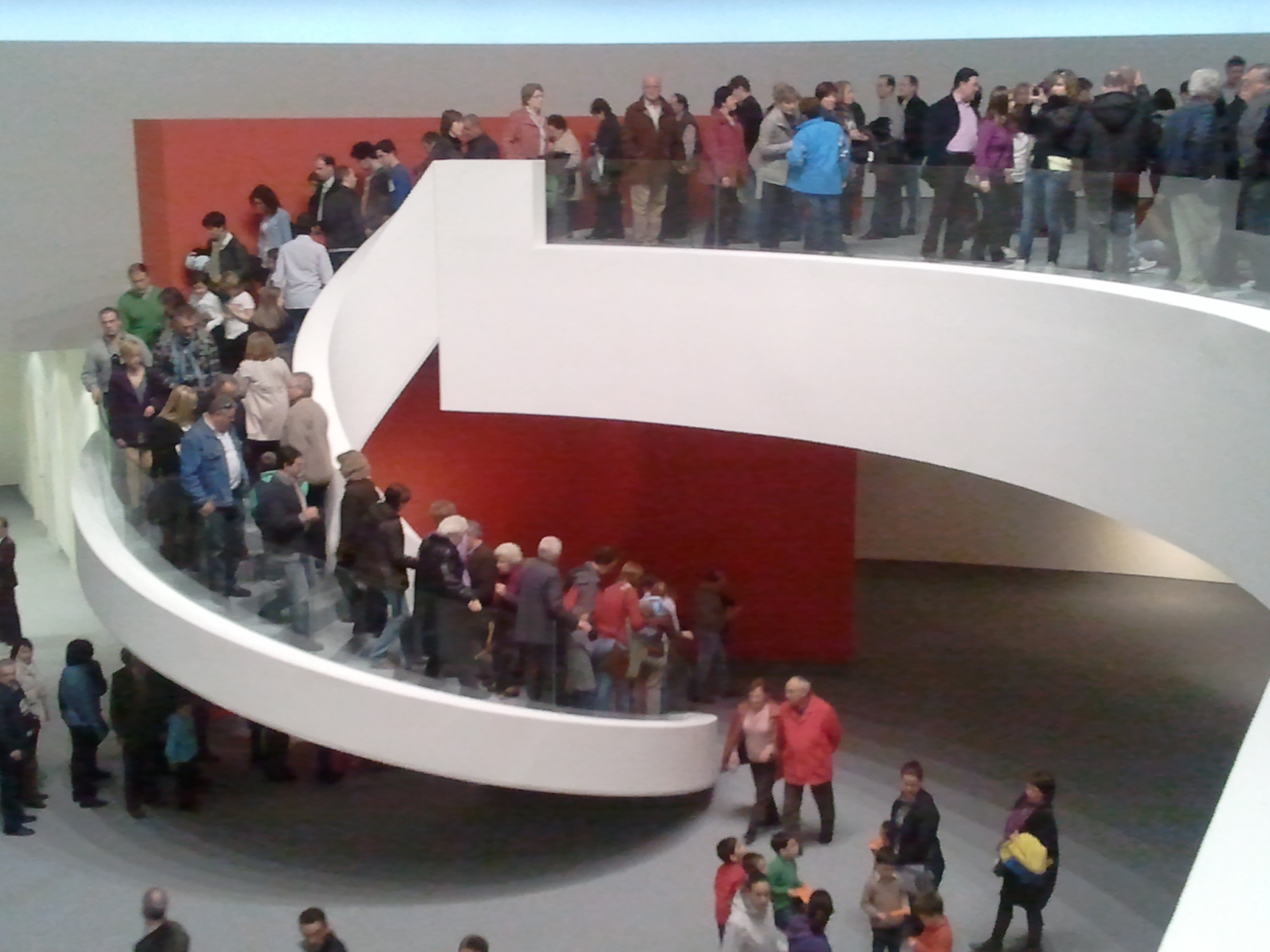
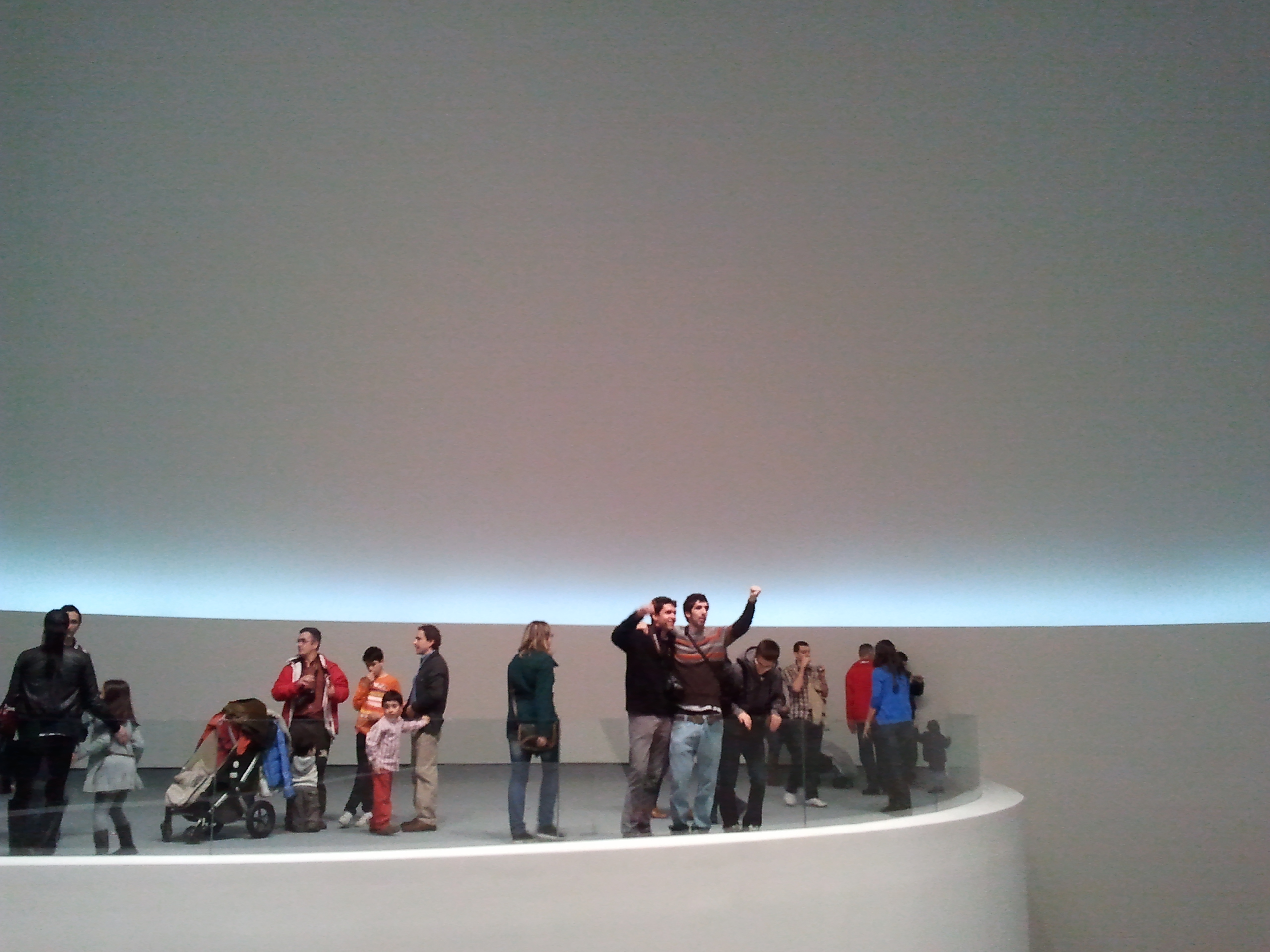
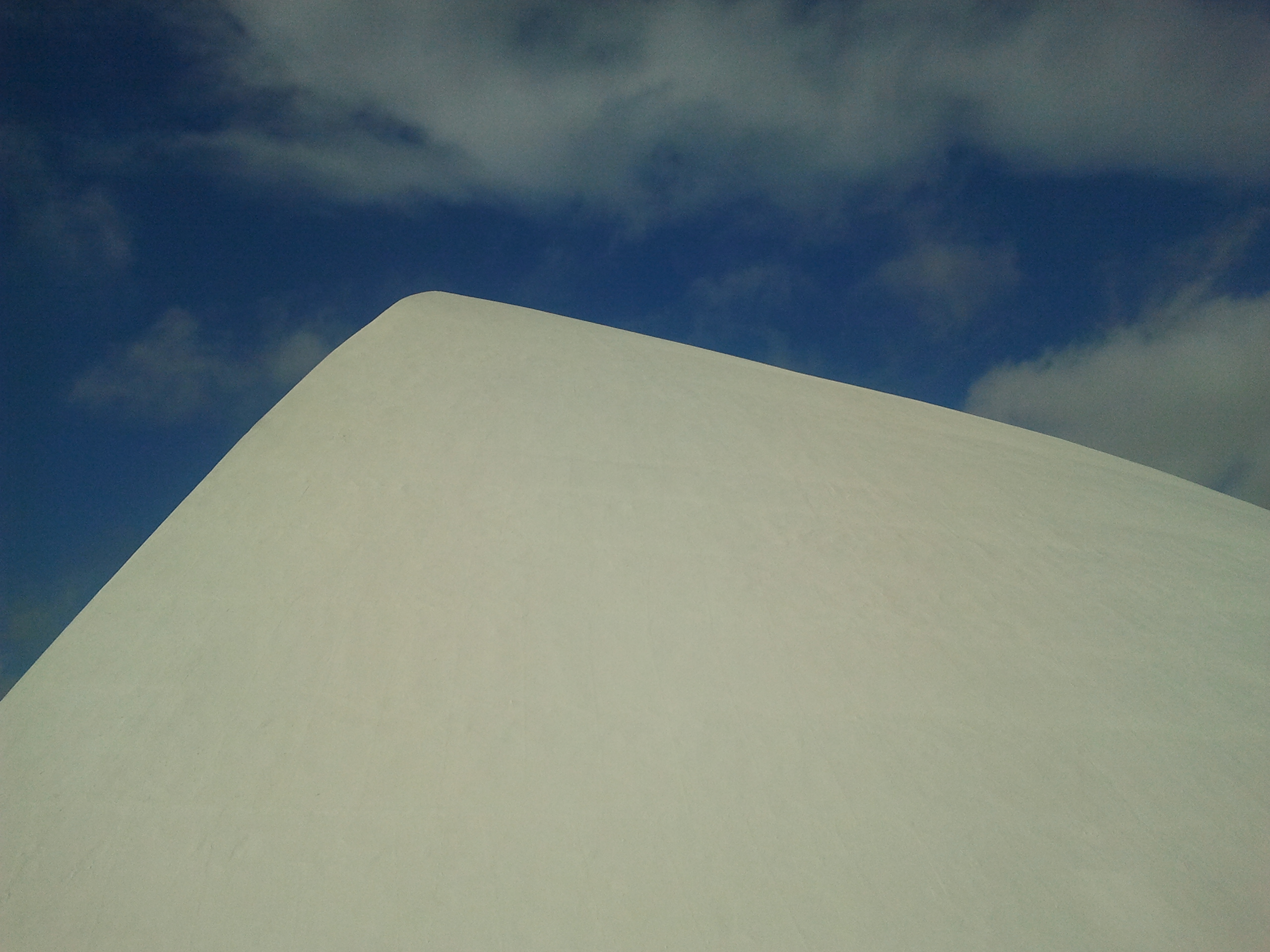
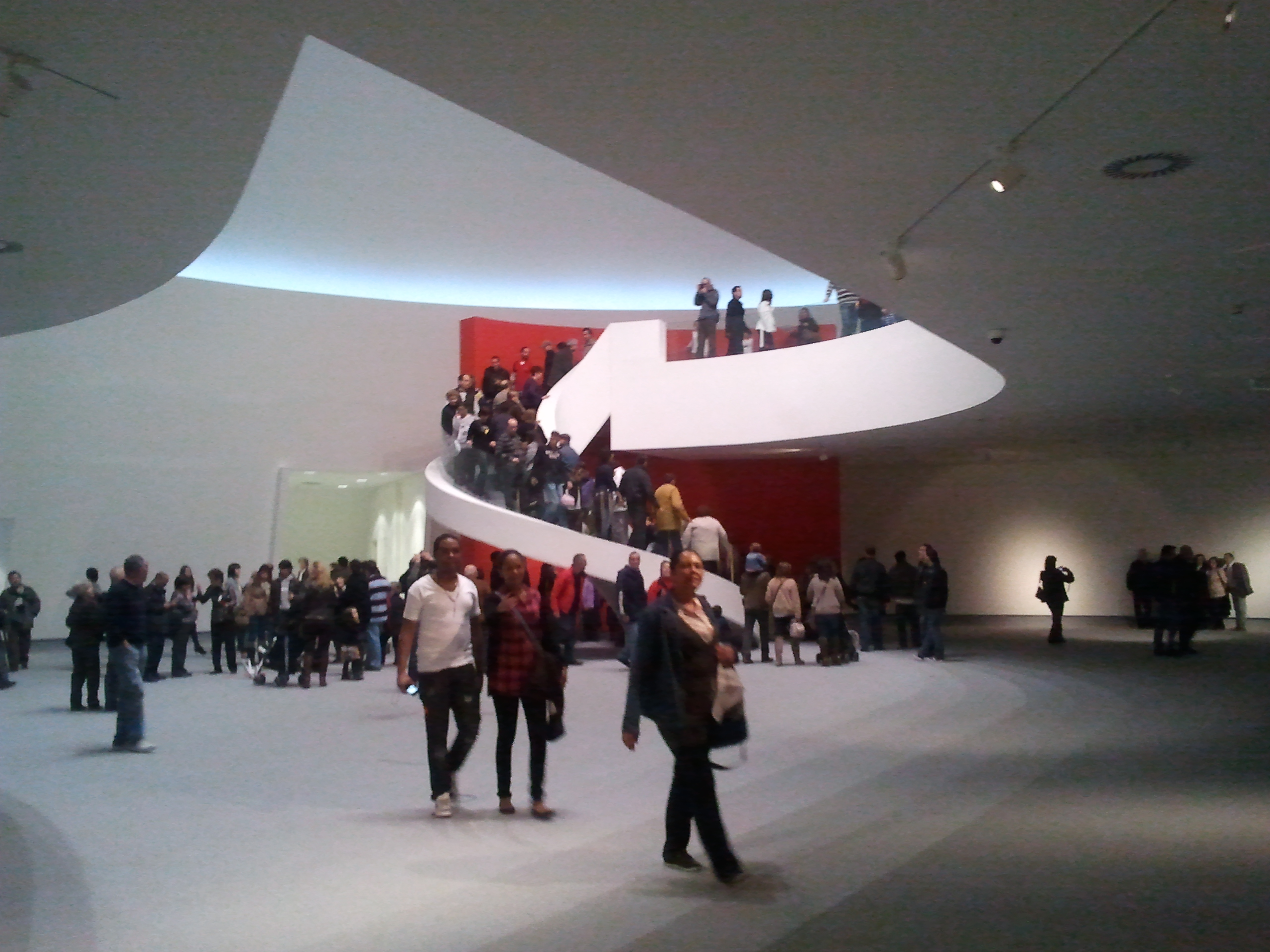
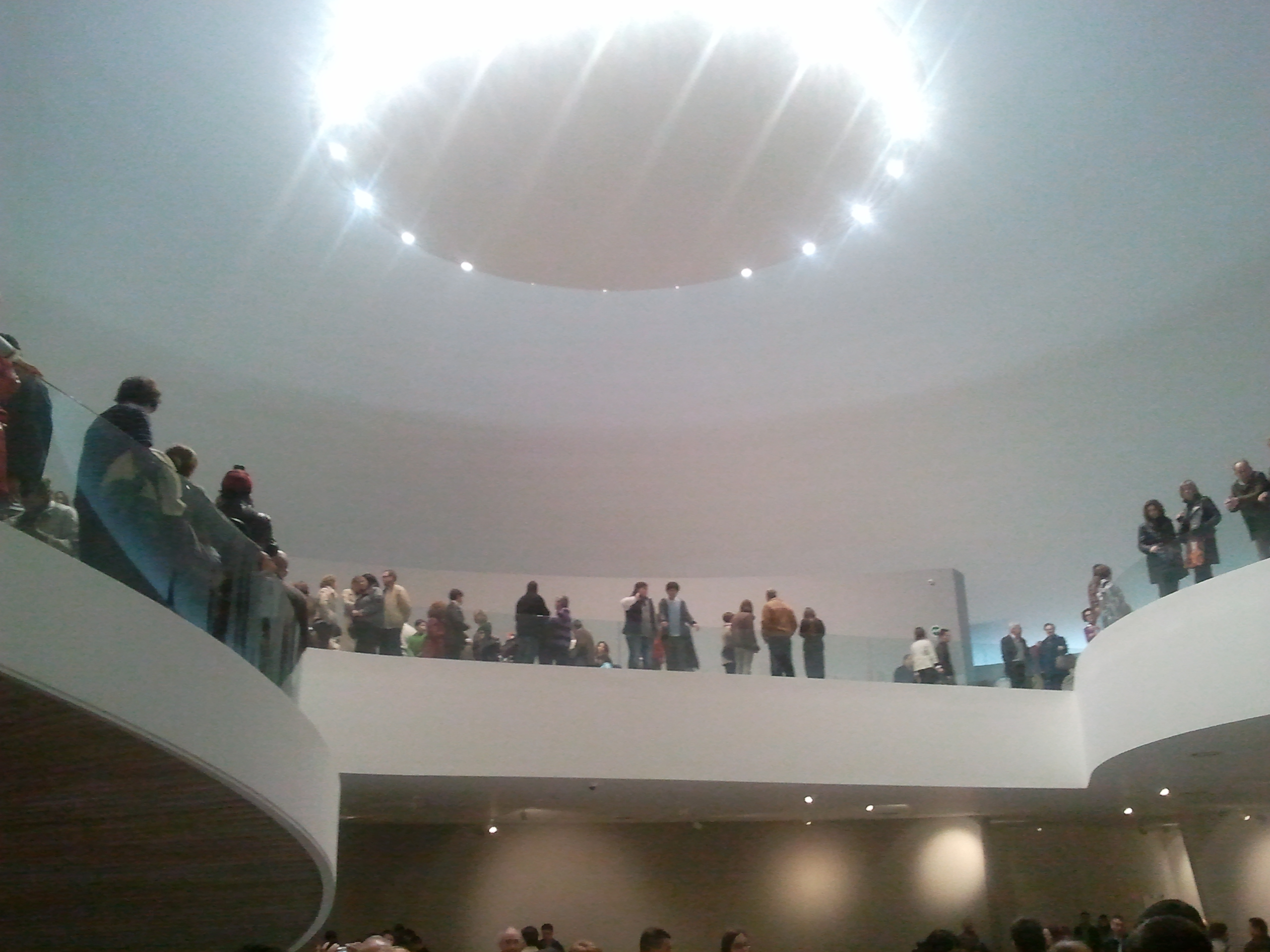
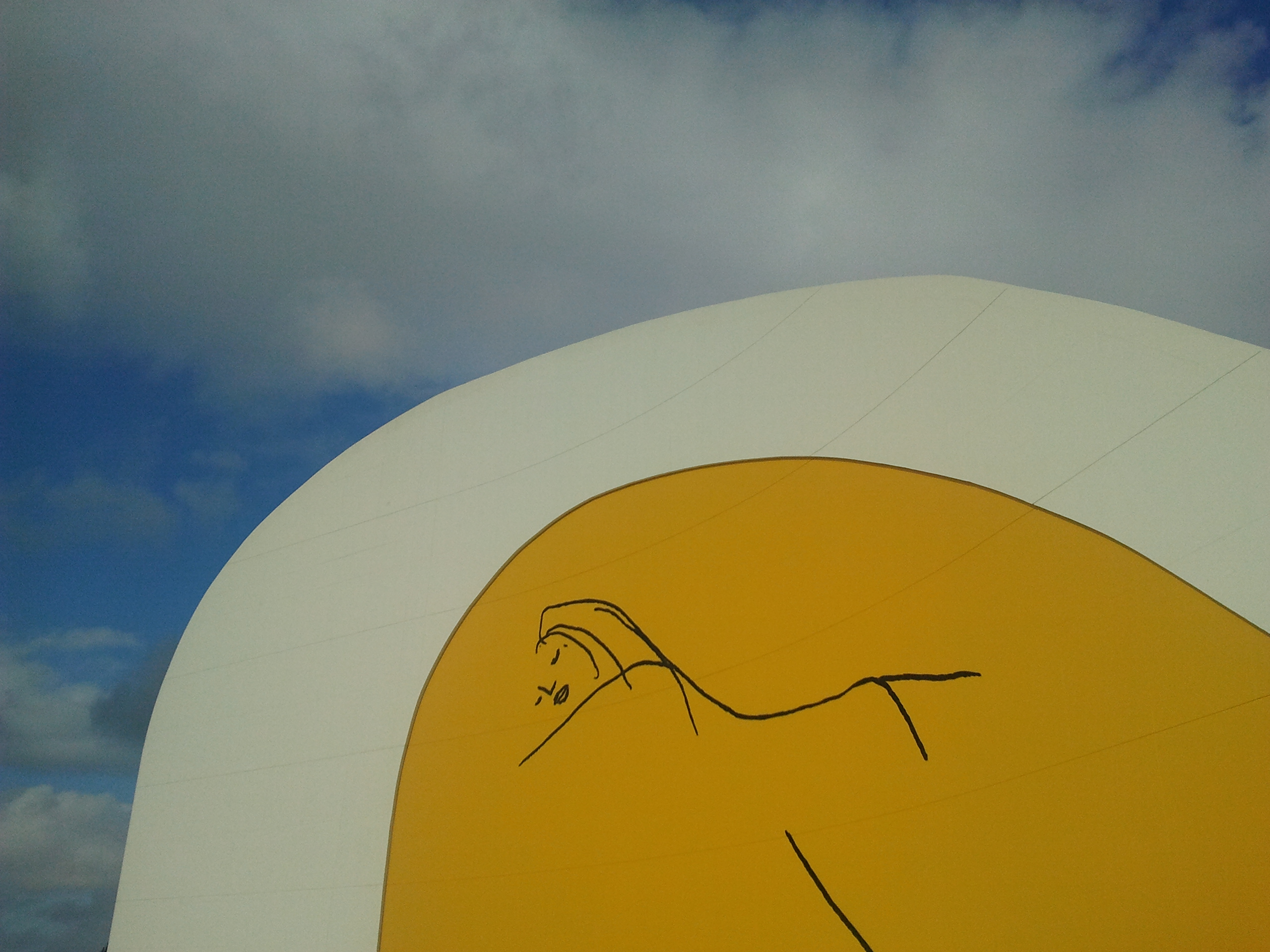
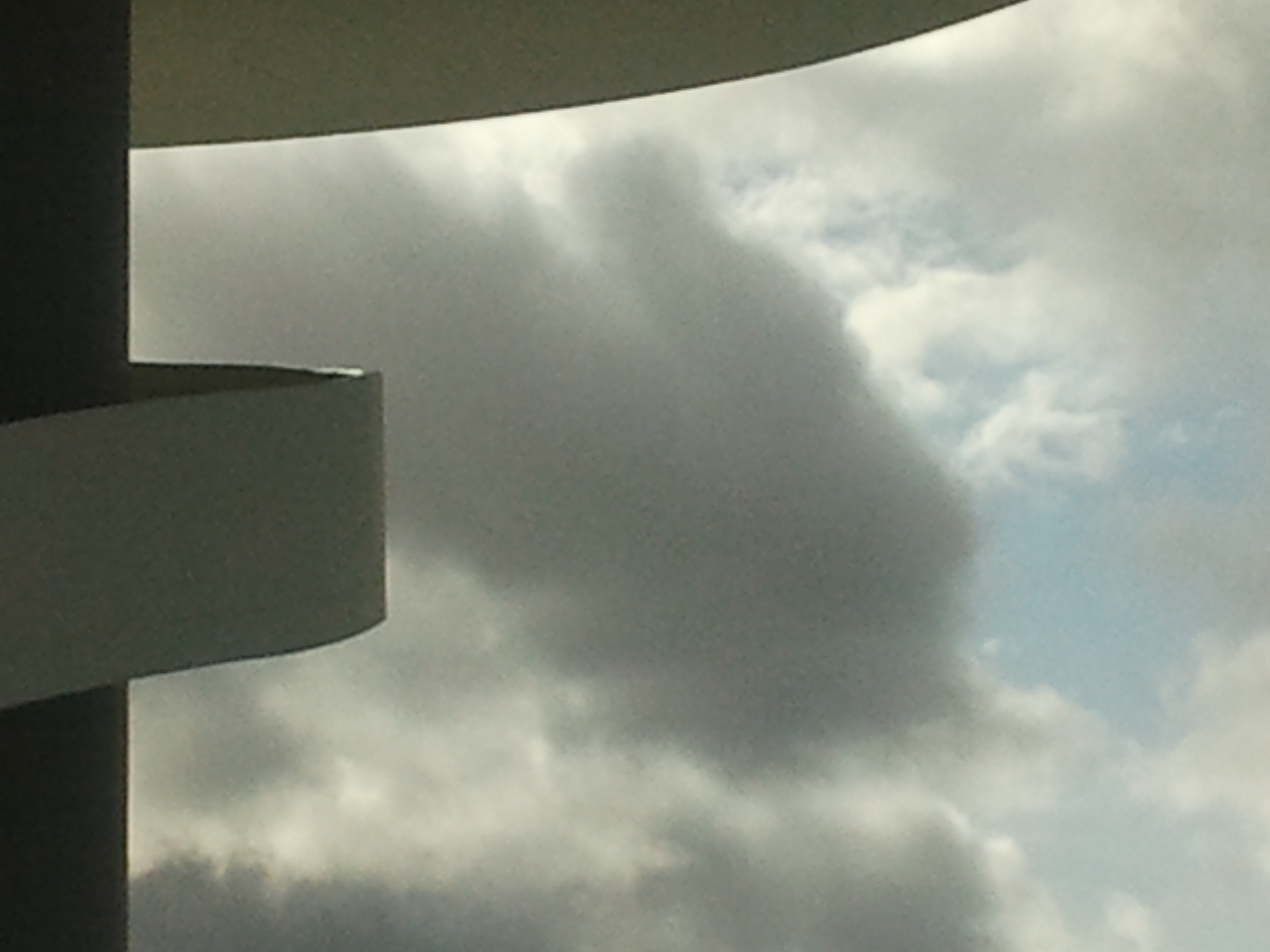